# Radlpass Straße
Die Radlpass Straße B 76 ist eine Landesstraße in Österreich mit einer Länge von 49,3 km. Namensgebend ist der Radlpass, ein Alpenpass auf der Grenze von Österreich und Slowenien.

## Geschichte
Die Straße von Graz über Straßgang, Lannach, Stainz, Frauenthal bis Deutschlandsberg wurde durch das Gesetz vom 3. Oktober 1868 zunächst den Bezirksstraßen I. Klasse zugerechnet. Ihre Fahrbahn war damals nicht befestigt, sie wurde zwar nach Schneefällen geräumt, es kam aber auch vor, dass nach starken Regenfällen Lastkraftwagen bis an die Achsen einsanken und erst nach mehrstündiger Arbeit, an der sich auch die Chauffeure der wartenden anderen Wagen beteiligten, wieder freigemacht werden konnten. Dass die Straße als Bezirksstraße galt und aus den nur sehr knappen Mitteln des Bezirkes zu erhalten gewesen wäre, führte immer wieder zu Protesten. Nach einer Schilderung waren „… die Straßen zu unergründlichen Kanälen von Kot und Staub geworden …“, Forderungen an das Land oder den Bund auf Übernahme und die Herstellung einer einwandfreien Straßendecke blieben erfolglos, weil sich die verschiedenen politischen Lager nicht mehr auf ein gemeinsames Vorgehen einigen konnten.
Die Verbesserung der Verkehrsverhältnisse, speziell eine Umlegung der Straßentrasse, wurde zwar 1888 durch das Land Steiermark mit Finanzierungszusagen unterstützt, diese Zusagen verknüpften aber den Ausbau der Stainzerbahn mit der Pflicht, die Erhaltung von Straßenverbindungen durch den Bezirk zu übernehmen. Das führte gemeinsam mit dem fehlenden wirtschaftlichen Erfolg der Bahn zu massiven finanziellen Belastungen des Bezirkes. Der damalige Bezirksausschuss Stainz sah sich gezwungen, ein Schreiben zwecks Schuldenerlass an den Landtag zu richten.
Im 19. Jhdt. war es Aufgabe der Bezirksvertretungen, für die Erhaltung der Bezirksstraßen I. Classe zu sorgen. Das führte, da die Durchführung dieser Arbeiten zu wesentlichen Teilen von Unterstützungen (Subventionen) durch das Land Steiermark abhängig war, immer wieder zu finanziellen Schwierigkeiten und führte auch zu einer Veränderung der Klassifizierung der Straße zwischen Lannach und Stainz in die II. Classe. Das schien zwar auf den ersten Blick den Bezirk zu entlasten, vermehrte aber nicht die zur Verfügung stehenden finanziellen Mittel und führte zu keiner Verbesserung bei der Erhaltung der Straße durch die Gemeinden. Die Veränderung hatte auf der grundsätzlichen Linie bzw. Annahme beruht, dass Straßen, zu denen es eine neu entstandene parallel laufende Bahnverbindung gab, weniger benützt würden und sich daraus auch ein geringerer Bau- und Erhaltungsaufwand ergäbe. Das traf, wie sich in der Folge zeigte, im Verhältnis der Schmalspurbahn Stainz-Preding (mit Umladen Richtung Lannach und Graz) zur direkten Straßenverbindung Stainz-Lannach-Graz aber nicht zu.
Seit dem 1. April 1938 wurden die Bezirksstraßen I. Ordnung in der Steiermark als Landesstraßen geführt.
Die Radlpass Straße gehörte danach vom 1. Jänner 1951 bis 31. März 2002
zum Netz der Bundesstraßen in Österreich, seither ist sie eine Vorrangstraße des Landes Steiermark. Die Bezeichnung B 76 wurde beibehalten, ist aber kein Hinweis auf eine Bundesstraße mehr.

## Verlauf
Die Radlpass Straße beginnt in der Gemeinde Lieboch an einem Kreisverkehr mit der Packer Straße B 70. Die B 76 kreuzt in Folge die Süd Autobahn A 2 und führt an Lannach auf einer Umfahrungsstraße vorbei. Jedoch siedeln sich laufend Industrie- und Gewerbebetriebe entlang der Radlpassstraße an, was zu einem sehr starken Verkehrsaufkommen führt. Im Berufsverkehr ist aufgrund der kleindimensionierten Kreisverkehre (Kurvenradien) in den Gemeindegebieten von Lannach und Deutschlandsberg mit Staus zu rechnen. In weiterer Folge führt die B 76 weiter über Stainz, dessen Umfahrung sie bildet, bis nach Deutschlandsberg. Diese Strecke führt teilweise durch hügeliges Gelände, was zur Folge hat, dass die Radlpassstraße hohes Gefälle bzw. Steigungen aufweist. 
Der Straßenverlauf bewirkt auch überdurchschnittlichen Erhaltungsaufwand, so wurde die Strecke über den Johngraben im Sommer 2022 eingehend inkl. ihrer Entwässerungsanlagen mit einem Aufwand von ca. 850.000 Euro saniert. Der Kreisverkehr im Süden von Stainz wird im Durchschnitt von täglich über 12.500 Kraftfahrzeugen frequentiert, er wird 2023 saniert und eine 25 cm starke Betondecke auf dem einschließlich der Kanäle ebenfalls sanierten Untergrund aufgebracht. In diese Sanierung werden ca. 600.000 Euro investiert.
An einigen Steigungen wurde ein dritter Fahrstreifen errichtet, um schnelleren Verkehrsteilnehmern das Überholen zu ermöglichen. An Deutschlandsberg führt die B 76 als Umfahrungsstraße vorbei. Südlich von Deutschlandsberg zweigt die Sulmtal Straße B 74 von der Radlpassstraße ab. Als nächste größere Orte folgen Schwanberg und Eibiswald. In Eibiswald kreuzt die B 76 die Südsteirische Grenz Straße B 69. Auf einem kurzen Stück teilen sich die beiden Landesstraßen die Trasse. Der weitere Verlauf der Radlpass Straße führt zum Radlpass an der Grenze zu Slowenien.